# تپه چشمه حواسی
تپه چشمه حواسی در شهرستان خرم‌آباد، بخش دوره چگنی، دهستان کشکان، ۱ کیلومتری غرب روستای خاطره واقع شده و این اثر در تاریخ ۲۲ اسفند ۱۳۸۵ با شمارهٔ ثبت ۱۸۱۸۰ به‌عنوان یکی از آثار ملی ایران به ثبت رسیده است.